# شهرستان روئن
شهرستان روئن (به بلغاری: Ruen Municipality) یک شهرستان در بلغارستان است که در استان بورگاس واقع شده‌است. شهرستان روئن ۶۸۹٫۹۴ کیلومتر مربع مساحت و ۲۹٬۱۰۱ نفر جمعیت دارد.